# Троян (Молдова)
Троян (рум. Troian) — село в Леовском районе Молдавии. Наряду с сёлами Вознесень и Троица входит в состав коммуны Вознесень.

## География
Село расположено на высоте 43 метров над уровнем моря.

## Население
По данным переписи населения 2004 года, в селе Троян проживает 324 человека (163 мужчины, 161 женщина).
Этнический состав села:
| Национальность | Число жителей | Процентный состав |
| -------------- | ------------- | ----------------- |
| болгары        | 199           | 61.42             |
| молдаване      | 113           | 34.88             |
| украинцы       | 7             | 2.16              |
| гагаузы        | 3             | 0.93              |
| русские        | 2             | 0.62              |
| Всего          | 324           | 100%              |